# Ermida de Nossa Senhora Mãe de Deus (Ponta Delgada)

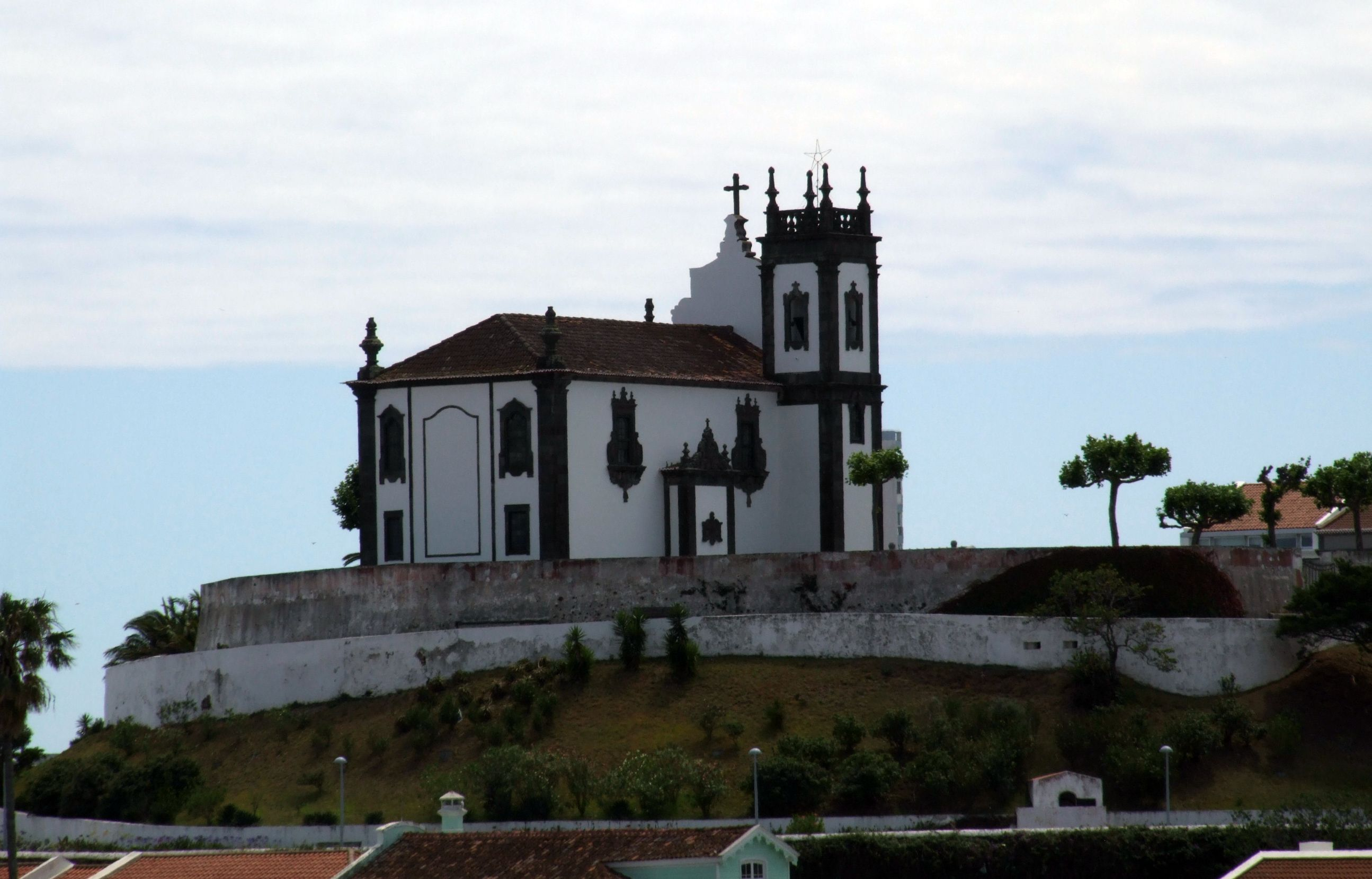
Alto da Mãe de Deus, Ponta Delgada.

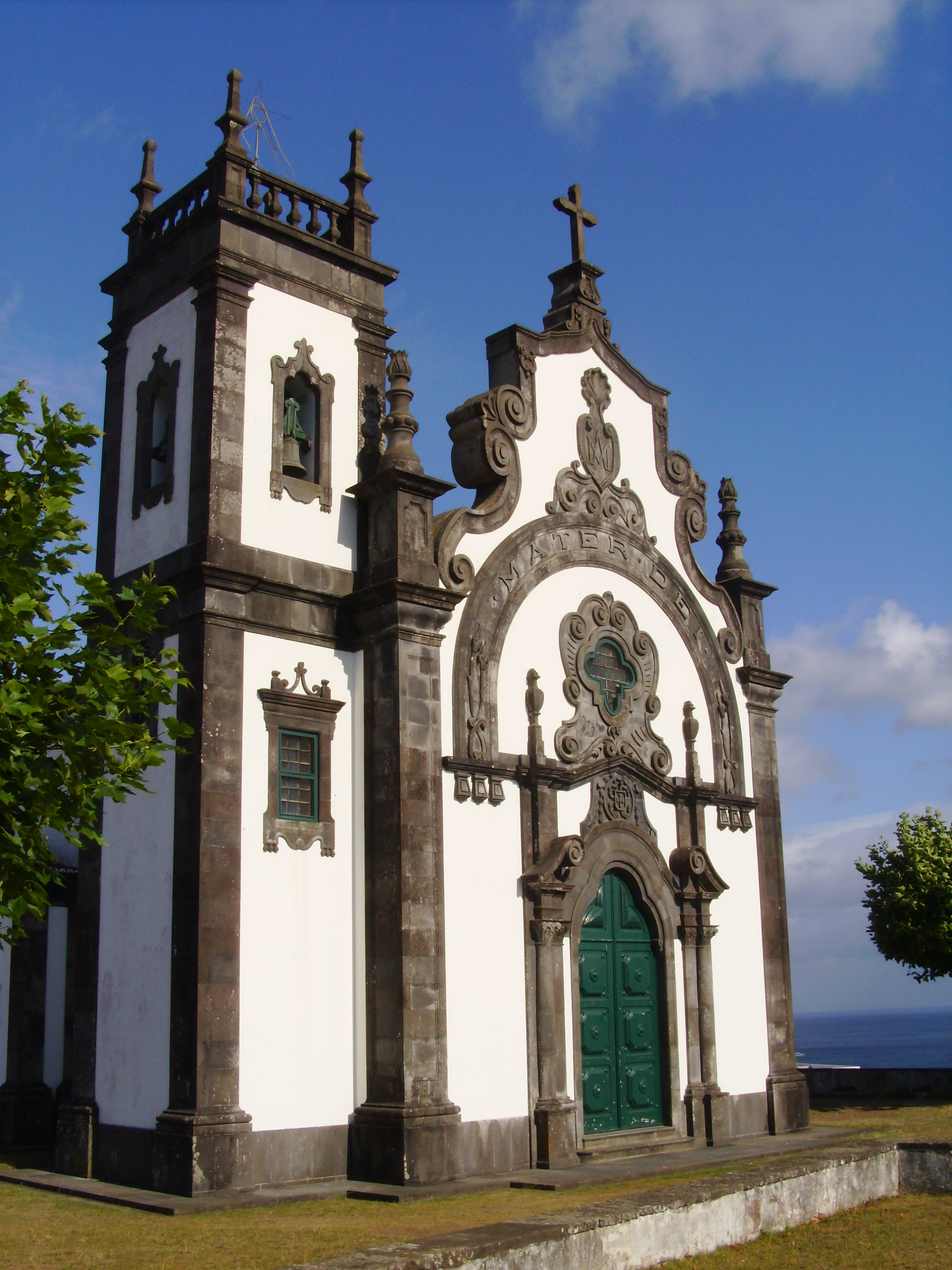
Ermida da Mãe de Deus, Ponta Delgada.

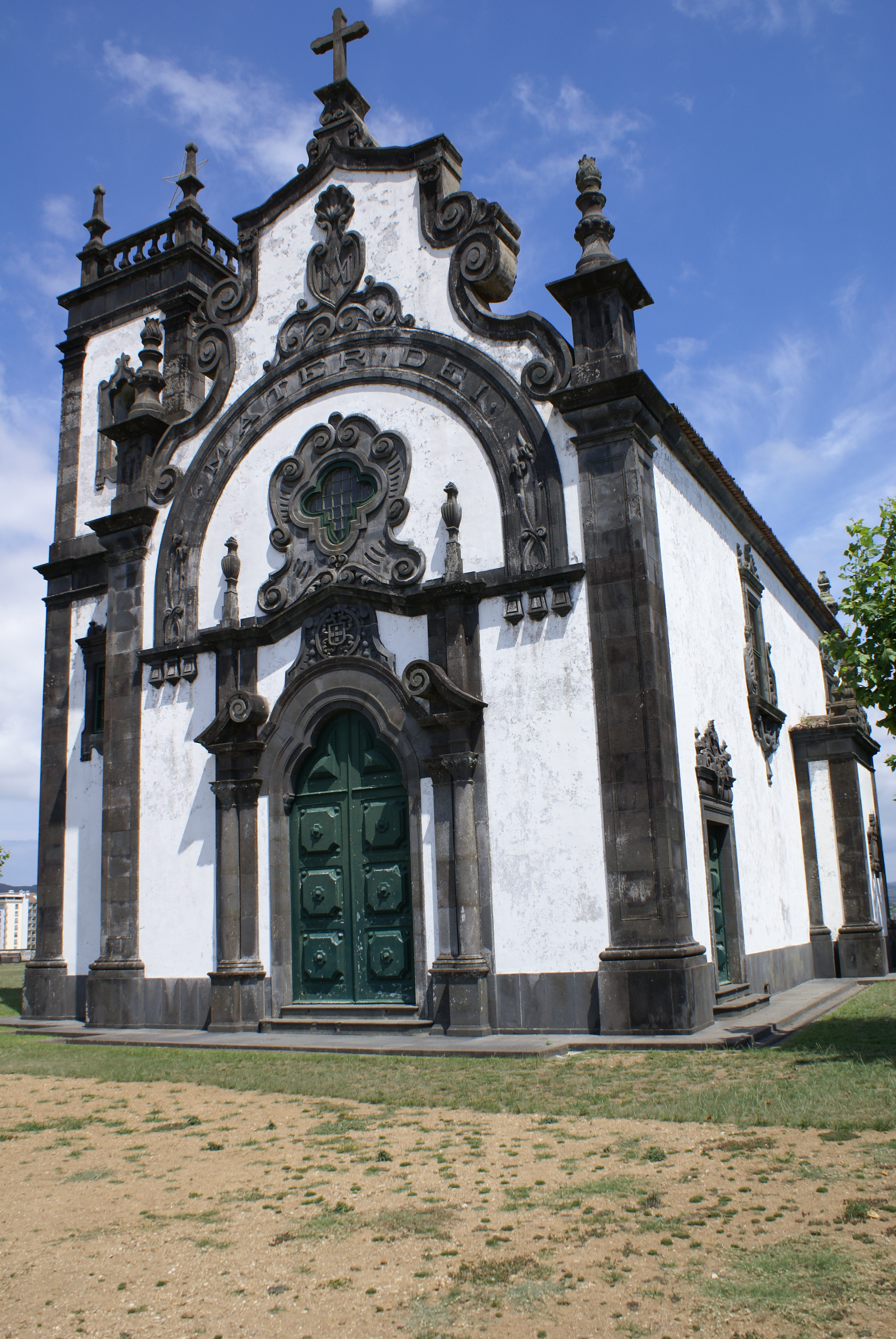
Ermida da Mãe de Deus, Ponta Delgada.

A Ermida da Mãe de Deus localiza-se no alto da ladeira da Mãe de Deus, na freguesia de São Pedro, concelho de Ponta Delgada, na ilha de São Miguel, nos Açores.

## História
A primitiva ermida no Alto da Mãe de Deus foi erguida por iniciativa de Diogo Afonso da Costa Columbreiro, que ali perto tinha a sua residência.
No contexto da Primeira Guerra Mundial, esse templo foi demolido em 1915, sob a alegação de que poderia servir de alvo aos submarinos alemães. Os seus azulejos foram recolhidos na ocasião ao Museu de Ponta Delgada.
Ao fim do conflito, as senhoras micaelenses formularam voto de a edificar de novo. Desse modo, a 25 de março de 1925 foi lançada a primeira pedra, no mesmo local do antigo templo, após um grande cortejo saído de São Pedro, sendo celebrada missa campal no local pelo padre Herculano Augusto de Medeiros. No interior da pedra fundamental foi encerrado um frasco de vidro contendo a ata da cerimónia, redigida em latim pelo padre Ledo de Bettencourt, então Cura de São Pedro. Após este ato o padre José Jacinto Botelho, das Furnas, proferiu um sermão que impressionou os presentes.
A construção seguiu um projeto do arquitecto Norberto Correia, em estilo neobarroco. Tendo as obras registado demora, no contexto da segunda Guerra Mundial encontrava-se ainda incompleta. Desse modo, em 1942 o Alto da Mãe de Deus foi guarnecido por tropas portuguesas, com a missão de vigilância do porto de Ponta Delgada.
O templo foi concluído no início de 1947, sendo entregue à autoridade eclesiástica e benzido em 25 de março daquele ano pelo Ouvidor Eclesiástico, padre José Gomes.

## Características
Apresenta trabalhos em cantaria de basalto de cor negra com revestimento a argamassa pintada a cor branca.
O trabalho em cantaria encontra-se na fachada e em praticamente todo o redor do templo.